# هاولبرگ
شهر هاولبرگدر ایالت زاکسن-آنهالت در کشور آلمان واقع شده‌است.